# Methoxisopropamin
Methoxisopropamin (MXiPr, Isopropyloxetamin, Isopropyxetamin) ist eine Forschungschemikalie mit dissoziativer Wirkung, die wie Ketamin oder Methoxetamin strukturell zur Gruppe der Arylcyclohexylamine zählt. Der Stoff wirkt als Antagonist des NMDA-Rezeptors. Methoxisopropamin wurde erstmals 2020 in Slowenien identifiziert.

## Rechtsstatus
Als Abkömmling der Arylcyclohexylamine unterliegt MXiPr in Deutschland seit dem 18. Juli 2019 dem Neue-psychoaktive-Stoffe-Gesetz. Bis auf die im Gesetz definierten Ausnahmen sind Handel, Inverkehrbringen, Herstellung, die Verabreichung sowie das Verbringen von MXiPr grundsätzlich strafbar.